# The Devil Dancer
Pour plus de détails, voir Fiche technique et Distribution.
The Devil Dancer est un film américain réalisé par Fred Niblo, sorti en 1927.

## Fiche technique
- Titre : The Devil Dancer
- Réalisation : Fred Niblo, assisté de Bruce Humberstone
- Scénario : Alice D.G. Miller, Harry Hervey et Edwin Justus Mayer
- Photographie : George Barnes et Thomas Brannigan
- Pays de production :  États-Unis
- Format : Noir et blanc - 1,33:1 - Film muet
- Genre : Drame
- Date de sortie : 1927

## Distribution
- Gilda Gray : Takla
- Clive Brook : Stephen Athelstan
- Anna May Wong : Sada
- Serge Temoff : Beppo
- Michael Vavitch : Hassim
- Sōjin Kamiyama : Sadik Lama
- Anne Schaefer : Tana
- Albert Conti : Arnold Guthrie
- Claire Du Brey : Audrey
- Nora Cecil : Julia
- Martha Mattox : Isabel